# Petit-Auverné

Localització de Petit-Auverné

Petit-Auverné (en bretó Arwerneg-Vihan) és un municipi francès, situat a la regió de país del Loira, al departament de Loira Atlàntic, que històricament va formar part de la Bretanya. L'any 2006 tenia 392 habitants. Limita amb Saint-Julien-de-Vouvantes, Erbray, Moisdon-la-Rivière, Grand-Auverné, Saint-Sulpice-des-Landes i La Chapelle-Glain.

## Demografia
| 1962                                       | 1968 | 1975 | 1982 | 1990 | 1999 |
| ------------------------------------------ | ---- | ---- | ---- | ---- | ---- |
| 519                                        | 560  | 508  | 438  | 414  | 386  |
| Des de 1962: població sense dobles comptes |      |      |      |      |      |

## Administració
| Període | Identitat       | Partit |
| ------- | --------------- | ------ |
| 2001-   | Michelle Cochet |        |